# Powstanie łódzkie
Powstanie łódzkie, znane również jako powstanie czerwcowe – powstanie zbrojne robotników w Łodzi przeciwko Imperium Rosyjskiemu między 21 a 25 czerwca 1905. Wydarzenie to było jednym z największych zamieszek w kontrolowanej przez Rosjan części Polski (czyli Kraju Nadwiślańskim) podczas rewolucji 1905 roku. Polska była głównym ośrodkiem walk rewolucyjnych w Imperium Rosyjskim w latach 1905-1907, a powstanie łódzkie było kluczowym wydarzeniem tamtych wydarzeń.
Od miesięcy robotnicy w Łodzi byli w stanie niepokoju, doszło do kilku poważnych strajków, które zostały siłą stłumione przez rosyjską policję i wojsko. Powstanie rozpoczęło się spontanicznie, bez poparcia żadnej zorganizowanej grupy. Polskie ugrupowania rewolucyjne zostały zaskoczone i nie odegrały większej roli w późniejszych wydarzeniach. Około 21-22 czerwca, po starciach z władzami w poprzednich dniach, rozwścieczeni robotnicy zaczęli budować barykady i atakować patrole policyjne oraz wojskowe. Władze wezwały dodatkowe wojska, które ogłosiły stan wojenny. 23 czerwca w mieście nie działały żadne firmy, ponieważ policja i wojsko zaatakowały dziesiątki barykad robotniczych. Ostatecznie do 25 czerwca powstanie zostało stłumione. Liczbę zabitych i rannych szacuje się na kilkaset. Powstanie było relacjonowane w prasie międzynarodowej i szeroko dyskutowane przez działaczy socjalistycznych i komunistycznych na całym świecie. Niepokoje w Łodzi trwały przez następne wiele miesięcy, choć bez protestów na tak dużą skalę jak w czerwcu 1905.

## Tło
Na początku XX wieku pogarszające się warunki ekonomiczne przyczyniły się do narastania napięć w Rosji i Polsce: wojna rosyjsko-japońska zniszczyła gospodarkę Królestwa Polskiego, a pod koniec 1904 pracę straciło ponad 100 tys. polskich robotników. Pod koniec XIX i na początku XX wieku Łódź była głównym polskim ośrodkiem przemysłowym, silnie zurbanizowanym i uprzemysłowionym, a jej liczna klasa robotnicza uczyniła z niej ważną ostoję polskiego ruchu socjalistycznego. Wiadomości o rewolucji rosyjskiej 1905, wraz z jego rewolucyjnym duchem, szybko rozprzestrzeniły się w kontrolowanej przez Rosję Polsce z Petersburga, gdzie demonstranci zostali zmasakrowani 22 stycznia. Polska była głównym ośrodkiem walk rewolucyjnych w Imperium Rosyjskim w latach 1905-1907, a powstanie łódzkie było kluczowym wydarzeniem tamtych wydarzeń. Robotnicy w Łodzi zaczęli strajkować już przed 22 stycznia, a 31 stycznia carska policja donosiła o demonstrantach niosących transparenty z hasłami „Precz z autokracją! Precz z wojną!”. Wykorzystały to frakcje w Rosji i Polsce, które chciały mniej lub bardziej radykalnych zmian. Wkrótce ponad 400 tys. robotników wzięło udział w strajkach na terenie Polski.
Wierne Józefowi Piłsudskiemu skrzydło Polskiej Partii Socjalistycznej (PPS) uważało, że Polacy powinni wykazać się determinacją w odzyskaniu niepodległości poprzez aktywne, gwałtowne protesty przeciwko Rosjanom. Poglądu tego nie podzielała Narodowa Demokracja (ND) Romana Dmowskiego, ani bardziej lewicowe (lub „młode”) skrzydło PPS (tj. Polska Partia Socjalistyczna – Lewica). Narodowi Demokraci opowiadali się za współpracą z władzami rosyjskimi, podczas gdy PPS-Lewica chciała współpracować z rosyjskimi rewolucjonistami w celu obalenia caratu i postrzegała walkę klasową jako ważniejszą aniżeli wyłącznie uzyskanie niepodległości.
Wojna rosyjsko-japońska spowodowała wzrost niezgody w całym Imperium Rosyjskim, w tym w jego polskich prowincjach. 26 stycznia 1905 w Łodzi odbył się strajk, w których wzięło udział ok. 6 tys. robotników.  Następnego dnia ogłoszono strajk generalny, a następnego dnia strajkowało już 70 000 robotników. Żądali 8-godzinnego dnia pracy i wsparcia dla chorych. Do demonstracji robotniczych przyłączyli się studenci, którzy domagali się zakończenia polityki rusyfikacji. Kolejny duży strajk miał miejsce podczas Święta Pracy 1 maja. Dotknęło to blisko połowy przemysłu miasta. 3 maja, w rocznicę Konstytucji Majowej odbyła się kolejna manifestacja o wydźwięku patriotycznym. 30 maja łódzcy przemysłowcy zwrócili się o pomoc do rosyjskiego gubernatora generalnego.
Zamordowanie robotnika Jerzego Grabczyńskiego z fabryki Grohmana przez rosyjską jazdę kozacką wymieniane jest jako jedna z iskier powstania. 18 czerwca 1905 rosyjska policja otworzyła ogień do jednej z wielu demonstracji robotniczych w Łodzi, zabijając około dziesięciu robotników. W ich pogrzebie brało udział ponad 50–70 tys. osób, co w praktyce przerodziło się w wielką demonstracje 20 i 21 czerwca. Na pogrzebie 21 czerwca ponownie pojawiła się kawaleria kozacka; tłum rzucał kamieniami, a rosyjska kawaleria odpowiedziała ogniem, zabijając tym razem 25 osób i raniąc setki. Socjaldemokracja Królestwa Polskiego i Litwy (SDKPiL) wezwała do strajku generalnego 23 czerwca.
PPS Piłsudskiego, nie planując wówczas wielkiego powstania, prowadziła politykę popierania protestu i nękania sił rosyjskich. Zarówno PPS, jak i inne organizacje socjalistyczne, m.in. żydowski Bund i SDKPiL, były tak samo zaskoczone skalą spontanicznego buntu jak władze rosyjskie; Siły PPS w Łodzi składały się z 10 regularnych i uzbrojonych członków oraz kilkudziesięciu robotników. Większa grupa wysłana z Warszawy pod dowództwem Walerego Sławka nigdy nie zdążyła przejąć kontroli lub wpłynąć na powstanie; ostatecznie był to niezorganizowany brutalny protest przeciwko rosyjskiej władzy.

## Przebieg

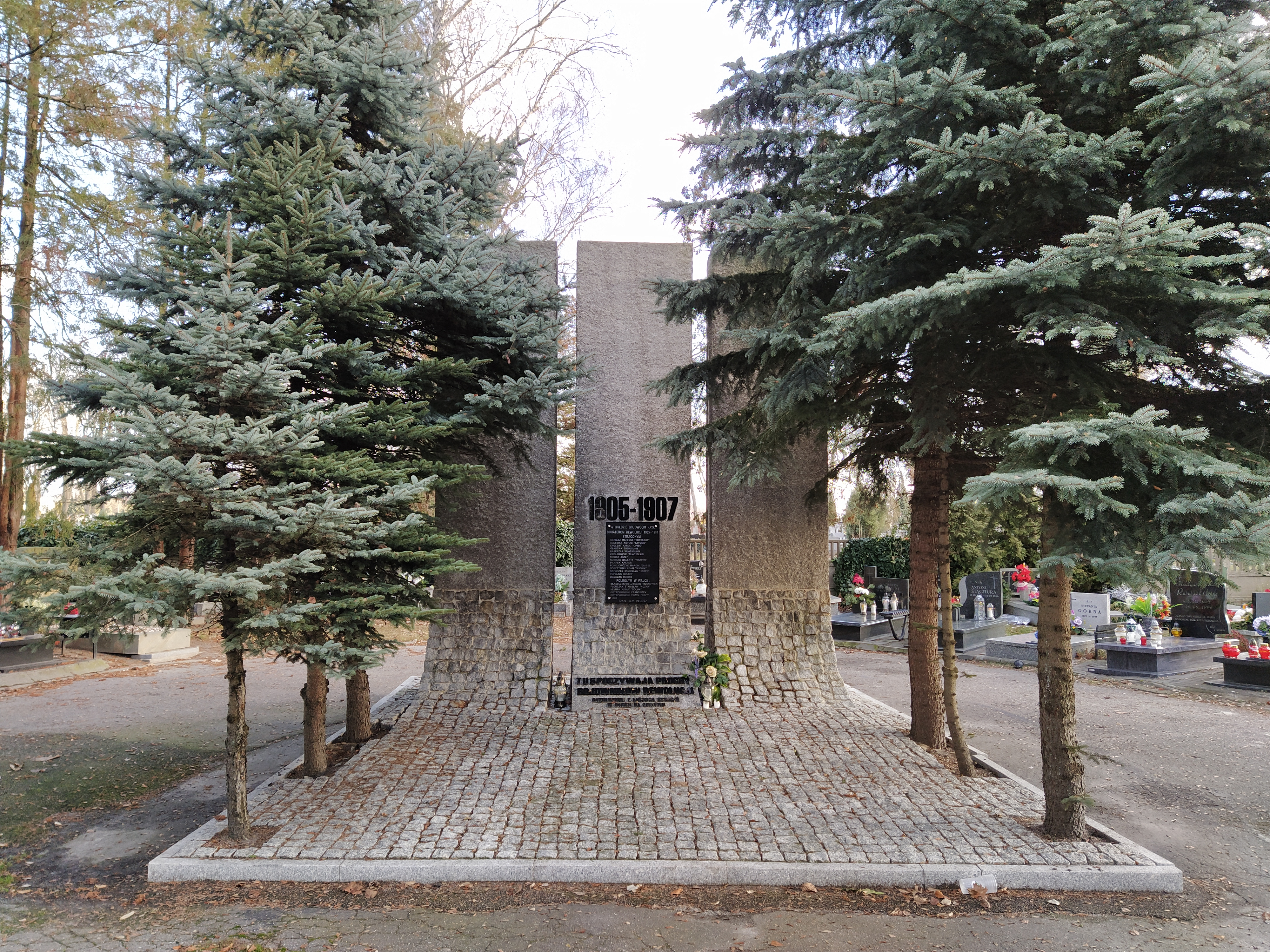
Pomnik na Cmentarzu Doły w Łodzi poświęcony bojownikom PPS poległym w walkach w latach 1905-1907 (styczeń 2020).

Napięcie narastało dalej, natomiast wieczorem 21  lub 22 czerwca rozgniewani robotnicy zaczęli budować barykady i atakować patrole policyjne oraz wojskowe, zabijając tych, którzy się nie poddali. W ciągu kilku następnych dni zbudowano około stu barykad.
W rejonie ul. Wschodniej robotnicy otworzyli ogień do kompanii żołnierzy i kawalerii, a na ul. Południowej (obecnie ul. Rewolucji 1905 r.) okrążono oddział żandarmów. W mieście wybuchło kilka pożarów, ponieważ robotnicy podpalili sklepy monopolowe, a siły rządowe zaatakowały pierwsze barykady, początkowo bez większego sukcesu. Przedstawiciele carscy wezwali posiłki, które przyjeżdżały z Częstochowy, Warszawy i letnich obozów treningowych. Do miasta wkroczyło kilka pułków piechoty. Ostatecznie siły rosyjskie wysłane do stłumienia robotników liczyły sześć pułków piechoty i kilka pułków kawalerii. Mimo to sytuacja się zaogniała, aż do pełnego powstania. 23 czerwca wszystkie fabryki, warsztaty, sklepy i biura zostały zamknięte, ze względu na regularne starcia wojsk oraz policji z robotnikami.
Do najcięższych walk doszło u zbiegu ulic Wschodniej i Południowej (gdzie znajdowały się cztery barykady), w pobliżu fabryki Scheiblera w parku Źródliska i przy ul. Rokociny (obecnie al. Marszałka Józefa Piłsudskiego). Na tej ostatniej barykady obsadzone były przez trzytysięczną milicję robotniczą, która ostatecznie została zmuszona do wycofania się do parku Źródliska. Powstańcy nie mieli zorganizowanej agendy i powszechnie walczyli pod czerwonymi sztandarami; wspólnymi postulatami była poprawa warunków życia robotników i większe prawa dla ludności polskiej. 23 czerwca (lub dopiero 26 czerwca – źródła różnią się) car podpisał w mieście dekret o stanie wojennym.
Wspierane przez PPS frakcje robotnicze stanęły w obliczu nie tylko rosyjskiej policji i regularnych oddziałów, ale także endeckich bojówek. Doszło do starć zbrojnych między robotnikami lojalnymi wobec PPS Piłsudskiego i lojalnymi wobec Dmowskiego. W ciągu „dni czerwcowych”, jak w Polsce rozsławiło się powstanie łódzkie, między PPS Piłsudskiego a endekami Dmowskiego toczyła się miniaturowa wojna domowa.
Powstańcy byli słabo uzbrojeni i ostatecznie zostali przytłoczeni przez carskie wojsko regularne. Większość barykad padła do 24 czerwca; ostatnia z barykad (w parku Źródliska i ul. Wschodniej) zostały zdobyte przez wojska rosyjskie do końca 24 czerwca lub do południa 25 czerwca (źródła różnią się), ale niepokoje – w tym sporadyczne strzały w policję lub patrole wojskowe – trwały jeszcze kilka dni później.

## Następstwa
Powstanie zostało ostatecznie stłumione przez władze rosyjskie. Oficjalne raporty wskazują na śmierć 151 cywilów (55 Polaków, 79 Żydów i 17 Niemców) oraz 150 rannych; nieoficjalne raporty mówią o ponad 200 ofiarach śmiertelnych i od 800 do aż 2000 rannych.
Powstanie łódzkie nie było ani pierwszym, ani ostatnim zakłóceniem w ramach tego, co w polskiej historiografii określa się mianem Rewolucji 1905 roku w Królestwie Polskim. Różne protesty i strajki miały miejsce w przeciągu następnego roku w największych polskich zaboru rosyjskiego, jednak wydarzenia w Łodzi należały do najbardziej dramatycznych. We wrześniu 1905 dwóch działaczy PPS zamordowało Juliusza Kunitzera, właściciela fabryki Heinzel & Kunitzer, znanego ze złego traktowania robotników. Strajki w Łodzi trwały do połowy 1906, kiedy to liczna rosyjska obecność wojskowa i masowe zwolnienia strajkujących robotników z fabryk ostatecznie spacyfikowały miasto. Nawet później Łódź nie była spokojnym miastem; w latach 1910–1914 była siedzibą radykalnej, anarchistycznej Grupy Rewolucjonistów Mścicieli, określanej mianem „najbardziej ekstremalnej, terrorystycznej grupy w historii Polski”.
Powstanie było relacjonowane w prasie międzynarodowej i zauważone przez działaczy socjalistycznych i komunistycznych na całym świecie.  Lenin uznał je za pierwsze zbrojne wystąpienie robotników w Imperium Rosyjskim.